# Кокуй (Мишкинский район)
Кокуй — деревня в Мишкинском районе Курганской области России. Входит в состав Дубровинского сельсовета.

## География
Деревня находится на западе Курганской области, в пределах юго-западной части Западно-Сибирской равнины, в лесостепной зоне, на юго-западном берегу озера Дубровного, на расстоянии примерно 37 километров (по прямой) к северо-северо-западу (NNW) от Мишкина, административного центра района. Абсолютная высота — 138 метров над уровнем моря.

### Климат
Климат характеризуется как континентальный, с холодной продолжительной малоснежной зимой и тёплым сухим летом. Среднегодовая температура — 2,1 °C. Средняя максимальная температура воздуха самого тёплого месяца 23 — 26 °C. Безморозный период длится 115—119 дней. Годовое количество атмосферных осадков — 370—380 мм.

## История
До 1917 года входило в состав Воскресенской волости Челябинского уезда Оренбургской губернии. По данным на 1926 год состояла из 113 хозяйств. В административном отношении входила в состав Дубровинского сельсовета Воскресенского района Челябинского округа Уральской области.

## Население
| 1989 | 2002 | 2010 |
| ---- | ---- | ---- |
| 119  | ↘101 | ↘60  |

По данным переписи 1926 года в деревне проживало 503 человека (241 мужчина и 262 женщины), в том числе: русские составляли 100 % населения.

### Гендерный состав
По данным Всероссийской переписи населения 2010 года в гендерной структуре населения мужчины составляли 50 %, женщины — соответственно также 50 %.

### Национальный состав
Согласно результатам Всероссийской переписи населения 2002 года, в национальной структуре населения русские составляли 100 %.